# NGC 2397B
NGC 2397B је галаксија у сазвежђу Летећа риба која се налази на NGC листи објеката дубоког неба.
Деклинација објекта је - 68° 50' 45" а ректасцензија 7h 21m 55,7s. Привидна величина (магнитуда) објекта NGC 2397 износи 14,4 а фотографска магнитуда 15,0. NGC 2397B је још познат и под ознакама ESO 58-31, AM 0722-684, PGC 20813.